# ТШФ Хартберг
„Ха́ртберг“ (на немски: Turn- und Sportverein Hartberg) е австрийски футболен клуб от град Хартберг, играещ в австрийската Бундеслига. Основан на 29 април 1946 година. Домакинските си мачове играе на стадион „Профертил Арена Хартберг“, с капацитет 4500 зрители.

## История
Футболен клуб „Хартберг“ е основан в Австрия на 29 април 1946 година. За първи път отбора играе във висшата лига на шампионата на провинция Щирия през 1978 година. Във втората половина на 1980-те години „Хартберг“ започва да играе първа цигулка в Щирия, побеждавайки в шампионатите през 1987/88 и 1989/90 години, но отстъпва в предходните срещи за влизане в Регионалната лига на Австрия. През това време отборът играе успешно в Купата на Австрия: 1986/87 отстъпва в 1/16 финала на „Кремс“ с резултат 2:4, кръг преди това побеждава „Винер Шпорт Клуб“ с (1:0), а през 1988/89 достига до четвъртфинал, като губи чрез изпълнение на дузпи от „Аустрия (Залцбург)“ .

## Успехи
Купа на Австрия
- Финалист (1): 2024/25

## Известни играчи
- Джем Атан
- Патрик Бюргер
- Андреас Добер
- Андреас Герстер
- Даниел Мадленер

- Джем Атан
- Патрик Бюргер
- Андреас Добер